# پل ری
پل ری (۱۸۴۹–۱۹۰۱) یک نویسنده و فیلسوف آلمانی، و دوست فریدریش نیچه بود. ری که ارتباط بسیار نزدیکی با نیچه داشت به همراه او و لو سالومه در یک جا زندگی می‌کرد  اما یک روز به همراه لو سالومه فرار کرد و نیچه از این خیانت چنان بر آشفت که سال‌های آخر عمرش را با جنون دردناکی گذراند. البته لو سالومه با او نماند و او را هم رها کرد تا با کس دیگری زندگی کند.